# پیز لا استرتا
پیز لا استرتا (به لاتین: Piz la Stretta) یک کوه در سوئیس است که در کانتون گراوبوندن واقع شده‌است. پیز لا استرتا ۳٬۱۰۴ متر بالاتر از سطح دریا واقع شده‌است.